# Hyvinkää Falcons 2021
Questa voce raccoglie le informazioni riguardanti gli Hyvinkää Falcons nelle competizioni ufficiali della stagione 2021.

## II-divisioona 2021

### Stagione regolare
| Pirkkala 3 luglio 2021, ore 18:00 1ª giornata | Pirkkala Spartans | 43 – 0 | Hyvinkää Falcons | Pirkkalan keskuskenttä |

| Lappeenranta 17 luglio 2021, ore 16:00 3ª giornata | Lappeenranta Razorbacks | 0 – 45 | Hyvinkää Falcons | Lauritsalan kenttä |

| Hyvinkää 24 luglio 2021, ore 11:00 4ª giornata | Hyvinkää Falcons | 13 – 22 | Mikkeli Bouncers | Urheilupuisto |

| Hyvinkää 1º agosto 2021, ore 13:30 5ª giornata | Hyvinkää Falcons | 25 – 6 | Lahti Panthers | Urheilupuisto |

| Lahti 14 agosto 2021, ore 17:00 7ª giornata | Lahti Panthers | 6 – 22 | Hyvinkää Falcons | Mukkulan tekonurmi |

| Hyvinkää 28 agosto 2021, ore 13:30 9ª giornata | Hyvinkää Falcons | 30 – 0 (a tavolino) | Lappeenranta Razorbacks | Urheilupuisto |

## Statistiche di squadra
| Competizione      | %Vittorie | In casa | In casa | In casa | In casa | In casa | In casa | In trasferta | In trasferta | In trasferta | In trasferta | In trasferta | In trasferta | Totale | Totale | Totale | Totale | Totale | Totale |
| Competizione      | %Vittorie | G       | V       | N       | P       | Pf      | Ps      | G            | V            | N            | P            | Pf           | Ps           | G      | V      | N      | P      | Pf     | Ps     |
| ----------------- | --------- | ------- | ------- | ------- | ------- | ------- | ------- | ------------ | ------------ | ------------ | ------------ | ------------ | ------------ | ------ | ------ | ------ | ------ | ------ | ------ |
| Stagione regolare | .667      | 3       | 2       | 0       | 1       | 68      | 28      | 3            | 2            | 0            | 1            | 67           | 49           | 6      | 4      | 0      | 2      | 135    | 77     |
| Totale            | .667      | 3       | 2       | 0       | 1       | 68      | 28      | 3            | 2            | 0            | 1            | 67           | 49           | 6      | 4      | 0      | 2      | 135    | 77     |